# Lamellareidae
Lamellareidae – rodzina roztoczy z kohorty mechowców i nadrodziny Licneremaeoidea.
Rodzina ta została wprowadzona w 1972 roku przez Jánosa Balogha.
Mechowce te mają lamelle połączone chitynową listewką. Ich notogaster przykrywa tylne części botridiów i nachodzi na tarczkę wentralną, która przybiera przez to kształt litery V. Areae porosae są małe i okrągłe, obecne w liczbie 2 par. Małe pteromorfy ustawione są poziomo. Szczeciny notogatralne występują w liczbie 9 par, genitalne 5 par, analne 1 pary, a adanalne w liczbie 2 par. Szczeciny aggenitalne nie występują. Odnóża jednopalczaste.
Należą tu 9 gatunków zgrupowanych w 3 rodzajach:
- Lamellarea Kok, 1968
- Microlamellarea Coetzee, 1987
- Tenuelamellarea Subías et Iturrondobeitia, 1978